# きみと歩実
きみと 歩実（きみと あゆみ、1994年3月7日 - ）は、日本の女優およびAV女優。マインズ所属。

## 略歴
2012年8月にAV女優「きみの歩美（きみの あゆみ）」のデビューが発表され全国PRツアーを行い、11月にS1専属女優としてデビュー。所属事務所はNAXプロモーション。
2013年、渋谷109前の街頭ビジョンで放送されていたS1のCMに出演。
2015年4月1日でツイッターを休止していたが、同年7月11日より新たに「きみと歩実」でアカウントを取得し再開。所属事務所をマインズに移し改名したことを発表。
2015年4月9日、第27回ピンク大賞にて新人女優賞を受賞。
2015年5月29日、AV女優によるアイドルグループ「SEXY-J」に新メンバー（会員番号10）として加入。9月16日には『学園天国』でソロデビュー。
2016年4月から同年12月までアタッカーズの専属女優。
2017年12月19日、「SEXY-J」解散。
2019年より上野オークラ劇場の4代目マスコットガールに就任。
2019年3月12日、スカパー!アダルト放送大賞2019でオンデマンド賞受賞。2019年10月、ゲオTV×メンズサイゾー ADULT AWARD 2019・騎乗位マスター部門にノミネート。二つ名は「巨尻残像拳」。同年12月、同部門グランプリ受賞（授賞式は翌年1月10日）。2020年4月に発表されたピンク映画ベストテンで助演女優賞を受賞。
2020年12月に発表された「FLASH 2020年現役最強セクシー女優BEST100」読者投票・第38位。

## 人物
千葉県出身。
趣味は料理、特技はY字バランス。6歳の時に新体操を始め、高校では新体操部がなかったためバトン部に所属。
性の目覚めは、祖父がAVを見ていたのを見て。
初体験は高校3年の時に幼なじみと彼の家で。デビュー前の経験人数は3人。
NAXプロモーションの社長を知り合いに紹介されたことがAV女優となったきっかけ。
過去に蕁麻疹が出たことがあり、医療機関で調べたところ、桃とりんごアレルギーであった。ぶどうジュースを飲んで倒れたこともある。

## 作品

### アダルトビデオ

#### 「きみの歩美」名義
- 新人NO.1STYLE きみの歩美AVデビュー（11月8日、エスワン）
- きみの歩美 妄想スペシャルもしもきみの歩美が○○だったら…（12月7日、エスワン）

- 生まれて初めてのドキドキ大量顔射（1月7日、エスワン）
- かわゆ過ぎる歩美と僕のパコパコ同棲性活（2月7日、エスワン）
- 交わる体液、濃密セックス（3月7日、エスワン）
- バコバコ高級ソープ嬢（4月7日、エスワン）
- 恥じらいのお漏らし（5月7日、エスワン）
- 犯された女子高生 堕ちてゆく優等生（6月7日、エスワン）
- エスワンファン感謝祭 ファンと行くぶっかけ温泉ツアー（7月7日、エスワン）
- 精子ちょうだい（8月7日、エスワン）
- きみの歩美の潮吹きフルコース（9月7日、エスワン）
- すっぴんだよ（10月7日、エスワン）
- きみの歩美 デビュー1周年記念作品 「キミとの歩み、1年分だよッ」 未公開SEX入り8時間SP!（11月7日、エスワン）※ベスト版
- セーラー服捜査官 放課後の性開発プログラム（12月7日、エスワン）

- 体内汁ダラダラ（1月7日、エスワン）
- 輪姦された女子高生（2月7日、エスワン）
- おじいちゃん大好き!（3月8日、エスワン）
- 挿れッパ!! 大好きなアングルを選んでヌケる実用的挿入シーン長回し作品（4月7日、エスワン）
- 女子高生睾丸リフレ（5月7日、エスワン）
- あなたの職場で撮影します。（6月19日、エスワン）
- わたし、犯されにゆきます。 〜貧しき女子高生編〜（7月19日、エスワン）
- 巨根ズボズボ（8月19日、エスワン）
- ラブ♥キモメン（9月19日、エスワン）
- イラマチオ奴隷志願 同僚を悩ませる腐女子OLは、優秀な口便器（10月19日、エスワン）
- きみの歩美 S1ギリモザ 8時間ベスト（11月7日、エスワン）※ベスト版
- きみの歩美がイクときの絶叫（11月19日、エスワン）
- 全裸の家庭教師（12月19日、エスワン）

- きみの歩美 エスワン 16時間コンプリートBEST（3月19日、エスワン）※ベスト版

#### 「きみと歩実」名義
- おかえりっ! 中出し解禁!!（11月19日、アイデアポケット）
- 奴隷志願してきた名門大学のお嬢様のごっくん変態調教飼育 私… 何でもします… どうか可愛がって下さい…（12月19日、アイデアポケット）

- 監禁ルーム（1月19日、アイデアポケット）
- 隣家の嫁（3月7日、マドンナ）
- 女子校生監禁凌辱 鬼畜輪姦 119（4月7日、アタッカーズ）
- 監禁ドキュメント 3（5月7日、アタッカーズ）
- 貞淑ナースの淫乱開発カルテ（6月7日、アタッカーズ）
- あなた許して －恩師との情事4－（7月7日、アタッカーズ）
- 脱獄者（8月7日、アタッカーズ）
- 輪姦餌食 4（9月7日、アタッカーズ）
- 夫の目の前で犯されて －強制重婚－（10月7日、アタッカーズ）
- 強姦標的 List.07（11月13日、アタッカーズ）
- 奴隷色のステージ特別版 初御披露目、緊縛白黒ショー（12月7日、アタッカーズ）

- 完全ノーカット真性中出し（1月7日、MOODYZ）
- 誘惑中出し回春エステサロン（2月7日、痴女ヘブン）
- 時間停止 正義感の強いJKにタダマン中出し（3月1日、エムズビデオグループ）
- 童貞クン家で童貞狩り（3月3日、ワープエンタテインメント）
- 尻コス! 両手拘束バック中出し（3月7日、本中）
- ボクだけのご奉仕メイド（3月10日、クリスタル映像）
- 全部丸見え! 超肉眼中出しエロティシズム（3月10日、million）
- 癒らし。（3月24日、TMA）
- エッチな恋はダメですか? ショートカットがかわいい美少女のSEX事情（4月1日、S-Cute）
- 卒業 -graduation-（4月6日、SILK LABO）主演:一徹
- 騎乗位コンプリート!! 馬乗りピストンで童貞チ●ポを筆下しするコスプレイヤー（4月7日、DIY）
- 親の居ない日、僕は姉とむちゃくちゃSEXした。（4月28日、TMA）
- 可愛い女子社員と相部屋宿泊 スーツを脱いだら綺麗なおっぱい!締まったくびれ!プリプリのお尻! 無防備に寝ている女と密室に二人きりで股間の疼きが止まらない!（5月18日、AKNR）
- 有名コスプレイヤー月に一度の危険日中出しオフ会（5月13日、ワンズファクトリー）※「あゆみ」名義
- レズ解禁!!ビビアンズ椎名そらにきみと歩実が挑戦!?（5月25日、ビビアン）
- アポなし訪問（5月26日、個性派Director's）
- ゴージャススタイルの美容師たちが在籍!!ハーレム美容院 中出しスペシャル!!（6月9日、BAZOOKA）
- 中出し10連発（6月9日、million）
- 子作りはご奉仕の一環 妊娠OK美少女メイド（6月13日、ワンズファクトリー）
- 女の子だってエッチしたいんだもん（7月1日、S-Cute）
- きみと歩実の凄テクを我慢できれば生★中出しSEX!（7月13日、ワンズファクトリー）
- 隣の中出し変態お姉さんがやってくる（8月4日、h.m.p）
- 募集ちゃんTV×PRESTIGE PREMIUM 39（8月4日、プレステージ）※「きみ」名義
- 可愛さバクハツ! 歩実お従姉ちゃんのプリ尻Tバック誘惑にほんろうされる僕。（8月10日、SWITCH）
- 俺が片思いしている同級生が俺の義父に寝取られ種付けプレスされていた。（8月13日、ダスッ!!）
- 女尻（8月14日、アリスJAPAN）
- いじめっ娘JKの杭打ち騎乗位中出し（8月19日、ワンズファクトリー）
- 同僚が出張中に奥さんをNTRちゃった俺（8月24日、AKNR）
- Faith/Grand Orgasm（8月25日、TMA）
- 絡み合う唾液、濃厚接吻。汗だく潮吹き激性交。（9月1日、TEPPAN）
- 胸糞注意 超可愛くて超正義感の強いJD彼女を県内最強のDQN武丸先輩に目の前でヤラれて 更に続いて県内最狂のDQN鰐口先輩にまでヤラれてしまうと言う二大カリスマDQNねとられ頂上決戦に巻き込まれてしまった時の話です（9月1日、JET映像）※AV OPEN 2017 乙女部門エントリー作品
- 原作:御堂乱 美臀三姉妹と脱獄囚（9月7日、アタッカーズ）
- 軟体おもらし秘書（9月13日、セレブの友）
- 近親相汗 『火照る肉体、蒸れた子宮、ガマンできない親子の本能』（9月19日、ヴィーナス）
- SOD的神対応オフ会!ハグ、キスはもちろん、お触り、ハーレムフェラまで!?超豪華人気女優3名とほろ酔い破廉恥王様ゲーム! (※素人男性5名出演)（9月21日、SODクリエイト）
- 悶絶痙攣ポルチオ大絶頂!!（9月22日、クリスタル映像）
- 痙攣絶頂サイレントレ×プ 助けを呼んで乱暴されたレッテルを貼られるのが怖くて声を押し殺して犯された敏感キャリアウーマン（10月7日、MOODYZ）
- キャットラバーズ（10月13日、ダスッ!）
- きみと歩実の凄テクにいじめられたい!（10月13日、セレブの友）
- 課外性奴（10月14日、アリスJAPAN）
- SEXYランジェリー訪問販売員の猥褻中出しセールス術（10月19日、ヴィーナス）
- 感じるとすぐおもらししちゃうそんな2人を見てみたい（10月25日、セレブの友）
- 本気で赤面する、美少女の放尿!!（10月26日、マックス・エー）
- 結婚式痴漢 〜夫の前でリモバイ操作され寝取られた新妻たち〜（11月2日、ナチュラルハイ）
- きみと歩実×川上ゆう 媚薬のレズビアンSEX（11月13日、セレブの友）
- これマジ!? 女体に【憑依】できる男は実在した! 2 「女子○生・OL・人妻・教師・巨乳…総勢10名!乗っ取った女の体を好き放題むさぼり犯す、自撮り憑依オナニー映像」（11月16日、SODクリエイト）
- マジックミラー号 「童貞くんのオナニーのお手伝いしてくれませんか…」 海水浴場で声を掛けた心優しい水着美女が童貞くんを赤面筆おろし! 10 撮り下ろし5名+シリーズ歴代人気美女12名の超豪華版! 総集編付き2枚組8時間SP!!（11月16日、SODクリエイト）※「ともか」名義
- 息子の幼なじみがエロすぎて…親子はど年の離れた私をえげつないベロキスで責め立て、枯れチ○ポにむしゃぶりついて精子を搾り取ってきます。（11月19日、ドグマ）
- 150cm以下限定! チビっ娘合コン大乱交（11月25日、セレブの友）
- 中出し・ごっくん・アナル・陵辱輪姦 －2017毒針連合スペシャルー（12月1日、エムズビデオグループ）
- 一般男女モニタリングAV 新体操/チアリーディング/バトントワリング/モダンダンスで磨き上げた超柔軟ボディの素人女子大生が何度イカされ続けても最後まで軟体ポーズをキープできたら100万円! 電マ・バイブで責められて感度が最高潮に達した180°開脚オマ○コにとどめのデカチン激ピストン! 未経験の快感に軟体女子大生が人生初の痙攣連続絶頂!65回（12月7日、ディープス）
- THEガチンコプロレズ 8 潮!潮!潮!プロレス技で敵を封じ込め、レズ絶技でイカせてKOを狙え!（12月7日、サディスティックヴィレッジ）
- 中年オヤジの偏執的な調教があまりにもしつこすぎて（12月8日、REAL）
- 盗まれた夫婦生活（12月8日、オルガ）
- 性交クリニックファン感謝祭2017 超豪華版 総集編付き2枚組 8時間スペシャル（12月21日、SODクリエイト）
- 続・マジックミラー号 ミラー号から降りてきた素人女性をま○こが乾く前にスタッフが再ナンパ!民宿に連れ込みSEXした盗撮映像 水着美女編（12月21日、SODクリエイト）※「ともか」名義
- 150cm以下限定! ノンストップ4Pレズビアン（12月25日、セレブの友）

- 素敵なカノジョ きみと歩実 敏感乳首ミニマム女子のご奉仕コスプレ中出しポルチオ潮吹きせっくす♥（1月14日、BACK DROP）
- 完全撮り下ろし 鉄板女優の楽屋に突撃! むちゃぶり性交（2月1日、TEPPAN）
- 絶縁覚悟!!!!デートレイプ 友達や元カレの望まぬ性交にパニック寸前で感じまいと拒絶し続ける女たち（2月22日、ナチュラルハイ）
- 即ハメ痴漢 6（2月22日、ナチュラルハイ）
- 洋服屋でガチンコ羞恥マネキンチャレンジ パンと舞マー、女優の卵、バレリーナなどストップモーションなら腕に覚えありの女たちが挑戦! 30分バレなかったら賞金100万円!!（2月22日、ROCKET）
- きみと歩実 SPECIAL BEST 4時間（2月23日、TMA）※ベスト版
- きみと歩実のレオタード（2月23日、A-Style）
- きみと歩実のスクール水着（2月23日、A-Style）
- きみと歩実の競泳水着（2月23日、A-Style）
- 精液採取専門 爆吸引・丸呑み のどじゃくり病棟 VER4.0.0（3月8日、SODクリエイト）
- マジックミラー号×アクメ自転車 ママチャリ人妻限定! 「みんな私の方を見てる気がするんですけど…」 公衆の面前!?でイキまくる!ハリガタピストンで大量潮吹き絶頂アクメ!!（3月8日、SODクリエイト）※「かなこ」名義
- 自画撮りJOI 挑発オナサポレター（3月9日、BAZOOKA）
- 久しぶりに再会した従姉妹のお姉さん!!飲みながら積もる話をしていたら、まさかのヤリマン化!?徐々に誘惑してくる大人の色気に僕は大好きな彼女が居るのに童貞を捨てずに守る事が出来るのだろうか!?（3月9日、SCOOP）
- 軟体デカ尻エクササイズ（3月15日、グローリークエスト）
- 素人三十路妻 童貞筆おろしドキュメント（3月15日、センタービレッジ）
- 「もしかして欲求不満!?その突き出したお尻はボクを誘惑している!?」 病院で出会った看護師さんは超ピタパン尻!! プライベートでは絶対出会えないほどの超タイプ!!何度見ても興奮が抑えられずチ○ポは我慢の限界に!!気がつけば看護師さんのお尻を揉みまくり!ズボンをおろしてバックで即挿入!!あまりの気持ち良さに何度も中出ししてしまうと…逆に看護師さんの欲求不満が爆発!?病院内で超発情してしまい、さらに中出しを迫られハメまくってしまいました!!!（3月19日、Hunter）※「林」名義
- 舞ワイフ 〜セレブ倶楽部〜 108 (3月21日、AROUND) ※「浜崎成美」名義
- コスプレきみと歩実の元気が出るAV!!（4月6日、クリスタル映像）
- そのプリンっと突き出したお尻にノックアウト!! 超美尻いや神尻の義妹にバックで何度も中出ししちゃったボク!! 突然出来た義理の妹は可愛くて超美尻!!しかも無防備だからパンチラしまくり!!当然、ボクは勃起しまくり!!しかもしかもわざとなのか偶然なのか超美尻をボクの目の前に突き出しているから我慢の限界!!気づいた時には義妹のパンツを下ろし何度も後ろから突き刺してしまいました!!初めは嫌がっていた義妹だけど何度も中出ししてたら気持ちよくなったのか自分から求めるほどド淫乱女子に!!逆に何度も求められました!!（4月7日、Hunter）
- M男遊戯 ドSテティシャン ムチムチ豊満ボディでアメとムチのテクニックが絶妙なきみと歩実（4月12日、AKNR）
- 成長して超可愛くなった幼馴染と昔みたいに一緒に入浴!想像以上に大人になった幼馴染のエロすぎる体を見て勃起! 親が旅行に行ったせいで、近所の年下の幼馴染がお泊りにやって来て2人でお留守番することに。妹のように接してきた年下の幼馴染は可愛くなっていて超ド緊張!しかし幼馴染は緊張しまくりのボクに「昔みたいにお風呂に一緒に入りたい!」というのです。さすがにそれはちょっと…と思い返事に困っていたら、無理やり手を引っ張られ風呂場に連れて行かれ裸も見てしまい我慢できず勃起…。なんとかお風呂では勃起がバレないよう必死で隠し通しお風呂を出るも、風呂上がりのバスタオル姿でウロウロする幼馴染にもう我慢できず再び勃起してしまい…（4月19日、Hunter）
- 隣の発情お姉さんは突然訪問してきて中出しせがむんだ！(5月4日、 h.m.p)
- 子持ちママは超淫乱!? 育児でやりたい盛りを我慢した幼妻の絶頂感度fun! 2（5月10日、ホットエンターテイメント）
- 乳首が超敏感美乳幼馴染は乳首いじりで失神寸前エビ反り連続爆イキ!! 2 ボクには幼稚園の頃から高校生になった今でもずっと仲良しの超可愛くて優しい幼馴染がいます!!幼馴染はボクの部屋に超無防備な格好で遊びに来て正直困っています!だって小さい頃に見た胸とは違い未だ発展途上とはいえ胸がちょっと膨らんでいて無防備なもんだからその可愛らしいオッパイが丸見えなんです!!当然、膨らみだけじゃなくて先端のポッチ(乳首)まで丸見えでボクはフル勃起!!勃起していたのがバレてしまいヤバイと思ったけど幼馴染も発情してたみたいでボクのチ○ポを触って来た!それでボクは調子に乗って乳首をいじったら失神寸前状態でエビ反ってしまうほど何度も爆イキ!!最終的には何度も中に出して欲しいとおねだりするド淫乱娘に豹変!（5月19日、Hunter）
- 成熟した姉の裸に触れた童貞弟はイケない事と知りつつもチ○ポを勃起させて「禁断の近親相姦」してしまうのか!? 8（5月24日、SODクリエイト）
- 妖艶小悪魔女幹部 ヒーロー凌辱 悪魔少女ヘルリリス（5月25日、GIGA）
- 誰か僕の愛する妻を寝取って下さい。（5月25日、人妻花園劇場）
- おじさん大好き 小悪魔女学生歩実の中出し性交録（5月26日、マックス・エー）
- 浴室の扉を開けたら清楚なお姉ちゃんがオシッコ中!初めて見た姉のオマ○コに欲情した弟は抑えがきかず禁断の近親相姦 4（6月7日、ナチュラルハイ）
- 撮影カメラの前でおしっこする女たち 74人74発（6月7日、グローリークエスト）
- 120%リアルガチ軟派伝説 vol.61 in姫路（6月15日、プレステージ）
- 自画撮りオッパイ敏感ビクビク悶絶! 乳首イジりっ放しオナニー（6月15日、プリモ）
- 中出し大好きブラコンお姉ちゃんとのエッチな同棲性活（6月25日、マックス・エー）
- 父は私のオナペット #2（6月25日、JUMP）※「あゆみ」名義
- 騎乗位で上半身を動かさずに腰だけをグイングイン振りまくって中出しさせる馬乗りドスケベ美女 2（7月5日、グローリークエスト）
- 女子マネージャー痴漢 〜野球部、バスケ部、サッカー部〜（7月12日、ナチュラルハイ）
- 恋するダンス（8月9日、GIRL'S CH）
- ガリ勉学生の僕の目の前に突然ミニスカパンチラが! イタズラ好きなお姉さん達は僕の性欲を見抜いて勃起チ○ポをじっくり楽しんちゃうのです（7月12日、SWITCH）
- ガチナンパ! 真夏の湘南!逗子!由比ガ浜!大洗! ド素人さん♥ビキニギャル大量ゲット大作戦! 11（7月15日、ナンパーズ）
- 彼女はアクアマリン 〜競泳水着のオンナ 1（7月27日、A-Style）
- アナタの競水天使 特別篇 3（7月27日、A-Style）
- きみと歩実とアナタのレオタードH 特別篇（7月28日、アスリート）
- 五ツ星ch ★★★★★ 萌えコス軟派SP ch.22（8月10日、プレステージ）
- とろけるしあわせ。 恍惚の表情で乱れる美女と生々しい性の香り漂うSEX（8月13日、S-Cute）
- 染み出るおしっこオナニー 5 大人なのにお漏らししちゃうなんて…（8月20日、レイディックス）
- 髪射【はっしゃ】 嫌がるほどに怒張する男根と精子でその髪、犯してあげる（8月20日、レイディックス）
- 妄想アイテム究極進化シリーズ せっかく女になったのに… 不完全な女体化で下半身はふたなり!? 3  完全なる女体化で白衣の天使になった俺が…編 本当は女の子になりすましてレズ責めされたかったけどチ○ポとマ○コのW快感に今はドッピュン大満足!!（9月6日、ROCKET）
- 恋してダンス（9月6日、GIRL'S CH）
- きみと歩実 8時間 SPECIAL COLLECTION（9月7日、クリスタル映像）※ベスト版
- マジックミラー号 「早漏に悩む男性の暴発改善のお手伝いしてくれませんか?」 花火大会近くで声をかけた心優しい浴衣美女が敏感チ○ポを励まし互いに何度も気持ちよくなる連続射精SEX!! 11（9月20日、SODクリエイト）※「えり」名義
- 田舎で営業している胡散臭い泌尿器科で働くロリコン鬼畜医師が可愛い女子校生に強引に行っていた猥褻行為の一部始終が流出 3（9月25日、JUMP EMERALD）
- HEROINE 陵辱倶楽部 07 美少女仮面オーロラ（9月28日、GIGA）
- オンナっ気一切無しで全員発情中の俺たちの寮にAV女優が来た!（10月5日、h.m.p）
- 義理の妹が突然、ボクのチ○ポにしゃぶりついてセルフイラマ! 我慢できずに小さな口から精液が大量逆噴射! 突然できた義理の妹。かわいいけれどちょっと生意気でしかも反抗期。親の言うことはもちろん義理の兄のボクにも逆らってばっかりで常に険悪なムード。かわいいけど生意気で子供っぽすぎて今まで女として意識したことはない。しかし両親が旅行に行ってしまい二人きり。舐められないようにと内心ドキドキしながらいつもの様に軽口を叩いていると、日頃、女として見られていないことへの不満が爆発の義理の妹。突然何を思ったか「絶対勃起させる!」とチ○ポを無理矢理奥まで咥えてセルフイラマ!当然我慢できず、喉奥に発射し逆噴射してしまうヨダレと精子。もうそれを見た妹はそれだけでは我慢出来なくなり、何度も中出しを求めるほどのド淫乱に豹変!（10月7日、Hunter）
- 「お願い!絶対声出さないから少しだけ挿れて!」 酔っ払った親友の彼女は声を押し殺してサイレントエビ反り爆イキ!! 親友カップルと宅飲みしていたら親友(彼氏)が爆睡してしまい親友の彼女と二人で飲む事に!二人で飲んでいたら徐々に酔っ払う親友の彼女!しかも段々とエッチな雰囲気に!!そしてキスをせがみだし完全にド淫乱モード!さすがにまずいと思ったけど雰囲気に飲まれてしまい…でも最後まではまずいと思い止めようと思ったら「絶対声出さないからちょっとだけでいいから挿れて…」と悪魔の囁きが…我慢できずにゆっくりとねじ込んだら声を押し殺してサイレントエビ反り爆イキ!!声を押し殺しながらも何度も何度も中に出させられちゃいました!その後、付き合って思いっきり喘ぎながらエビ反ってもらいました!!（10月7日、Hunter）
- スーパーヒロイン絶体絶命！！Vol.68 美聖女戦士セーラーアクアス（10月12日、GIGA）
- ラグジュTV×PRESTIGE PREMIUM 17（10月19日、プレステージ）※「高崎奈々」名義
- 濡れてテカってピッタリ密着 神スク水 きみと歩実（10月25日、親父の個撮）
- 1泊2日10射精・特別スロー騎乗位責め 「性交付き」温泉仲居のお仕事 2（11月8日、SODクリエイト）
- エスカレートラバーズ（11月8日、SILK LABO）
- ひとつ屋根の下のタブー 可愛い嫁と乱暴な義父（11月25日、ながえスタイル）
- LOVEレオタード 特別編 軟体ガール きみと歩実はレオタードの女王（12月1日、RISING）
- セレブ・プロレス 5（12月3日、バトル）
- 彼女が制服に着替えたら。 02（12月7日、プレステージ）
- センズリのお手伝いして下さい! 可愛い女の子に握らせて射精するまでシコらせ ch5（12月10日、ブリット）
- ひさしぶりに会った幼なじみは親友の彼女になっていて無防備に突き出されたヒップラインに大興奮! 部屋でみつけた特大バイブを彼氏のかわりにブチ込めばイキ潮連発で即ハメおねだり!!（12月14日、SCOOP）
- 前から可愛いと思っていた姉トモが彼氏の浮気のあてつけにチクニストの僕の敏感乳首をイタズラしてきた! 僕が経験ナシとわかると童貞喰いにシフトチェンジ! 乳首こねくりで勃起っぱなしの生チ○ポをズボッ…うわっオマ○コってすごっ!! 2（12月28日、SCOOP）

- 完全主観 ペニバンシコリ罵倒（1月5日、フリーダム）
- 親に隠れてこっそり姉弟近親相姦 親の前ではわざと姉弟ゲンカ!しかし、実は姉弟以上の関係で2人きりになるとすぐに近親相姦セックスを始める!（1月19日、ゴールデンタイム）
- 図書館で逃げ回る女子○生を追いかけて美乳をこねくり回し続けたら、超敏感女子は嫌がりつつも声を押し殺し感じまくり!強引に挿入しても嫌がるどころか感じまくってイキまくるほど淫乱化!（2月19日、お夜食カンパニー）
- 完全主観 かわいい彼女とラブラブキス体験 2人っきりでねっとりキス手コキ（2月21日、アキノリ）
- ヒロインハンティング 美聖女戦士セーラープリズム 〜アクアス〜（2月22日、GIGA）
- 可愛い顔してドM体質! 敏感イクイク早漏女子（2月23日、シャーク）
- 真性レズビアンの女の子Debut! ガチ処女喪失ドキュメント（3月7日、ビビアン）
- スーパーヒロイン危機一髪!! Vol.76 美聖女戦士セーラーアクアス（3月8日、GIGA）
- 犯されたがるマフラー女子●生と性行為 Vol.001（3月22日、BAZOOKA）
- アイドルを目指し上京した幼なじみがと〜ってもエロくなって帰ってきた!（4月1日、プラネットプラス）
- トビジオっ!NEWSプラス 業務中、ずっと痙攣・潮吹きっぱなし・失禁しても平然と原稿を読み上げる女子アナ（4月11日、SODクリエイト）
- 挑発プリ尻食い込み制服ギャル VOL.001（4月12日、BAZOOKA）
- 新放課後美少女回春リフレクソロジー+ Vol.022（4月12日、宇宙企画）
- 新卒採用で入社した優しいデカ尻姉の黒パンスト姿に理性崩壊!弟は勃起が止まらずまさかのストッキング越しの強制素股!欲求不満な姉は敏感過ぎてパンツから漏れるほど愛液ジワリ！子宮奥に突き刺さる激ピストンで何度も絶頂! 3（4月12日、V&R PRODUCE）
- 聖水ナース ナースの聖なる小便治療（5月1日、OFFICE K'S）
- 伊豆長岡温泉で見つけた美乳女子大生限定 タオル一枚 男湯入ってみませんか? 〜特別ミッション「男性客のあそこの湯しずくを全部舐め取ってあげる」で女の子全員のノド奥に暴発射精合計15発SP!!〜（5月9日、SODクリエイト）※「あやか」名義
- SOD女子社員 いきなり野球拳 業務中に突然始まる 赤面羞恥対決&公開羞恥SEX 10本番（5月23日、SODクリエイト）※「佐田千穂」名義
- 悪の女幹部ゾラ ヒーロー凌辱 超進化への道（5月24日、GIGA）
- お父さんに「ここに行きなさい」と言われました。 其の三（5月27日、FIRST STAR）
- 湯けむり天獄 〜縄情の宿〜 十 天縄歩実 編（6月1日、ヴァンアソシエイツ）
- 完全主観 ディルド足コキ罵倒 2（6月5日、フリーダム）
- タイトスカート穿いた心優しいデカ尻姉の絶対領域に欲情した弟! 媚薬を飲ませると自らニーハイソックスを擦りつけながら淫らにパンツを滴らせカニバサミで中出しを求めた!（6月7日、V&R PRODUCE）
- 小悪魔女王蹂躙地獄 Episode-5:孤高の女王奴隷堕ちの刻 涙と痙攣の残酷発狂絵巻（6月13日、Baby Entertainment）
- 性欲絶倫の体育会系女子だらけのシェアハウスに男はボク1人! 3 ボクが入居したシェアハウスはヤリマン運動女子だらけのシェアハウスだった!貧弱なボクが体を鍛えようと新しく入居したのは、ジム施設のあるシェアハウスだったのですが、そこには肉体美を備えた女性だらけで男はボク1人だったのです!しかも唯一の男のボクをいやらしい目で見てくる超ヤリマン女子だらけで、さらに誘われるままアスリートの性欲でエッチを求められたのですが、性欲絶倫の彼女たちにも負けないボクも絶倫で何度も中出しセックス!（6月19日、Hunter）* 素人限定! クリクリされて感じて落ちたら即アウト!股が避けても即アウト! 股裂けおま○こ綱渡り（6月19日、ATOM）
- 『もしかして誘ってるの?』 プルンっと突き出したピタパン介護士のセクシーなお尻にイってもイってもイキ止まらないハードピストンで中出ししまくり! 人の優しさに触れたくてケガしたフリして自宅に介護士を呼んだら若くて美人でよく見たらズボン越しにも分かるくらいの神尻の女性がやってきた!とにかく優しく接してくれてそれだけでも満足していたのがピタっとしたピタパンでパンツは透けているし、プルンっと突き出しているし…もしかしてボクを誘っているのでは??と勘違いしてしまい気づいた時には介護士さんのズボンをおろしズボッとそのまま生挿入!!気持ち良すぎて即中出し!!最初は嫌がっていた介護士さんだけど気にせず何度も何度も後ろから突き刺し何度も中出ししていたらド淫乱女に豹変!!逆にボクのチ○ポを求めてきたのでイってもイってもイキ止まらないボクのハードピストンでエビ反りながら何度も爆イキ!!（7月19日、Hunter）
- きみと歩実をしゃぶり尽くすベスト914分（7月25日、セレブの友）※ベスト版
- 目指せ1000mm! 第一回 仲良しイラマチオ汁競争! 女子大生に声をかけイラマチオ汁どこまで伸ばせるか対決!（8月13日、はじめ企画）
- AVを大音量で観ていたら隣家の美人妻がクレームを言いにきたのでフル勃起したデカチンを見せつけると欲情していたので留守番してる旦那に奥さんの絶頂ボイスを聞かせてあげた件 4（9月1日、変態紳士倶楽部）
- 勃起したままの男を一切動かさないS字尻振り騎乗位介助で骨抜きにする美尻ナース（9月12日、DANDY）
- きみと歩実辞典〈新版〉（9月13日、バルタン）
- 寝ている姉にイタズラしていたら逆に生ハメを求められて、もう発射しそうなのにカニばさみでロックされて逃げられずそのまま中出し! 2（10月10日、アイエナジー）
- AV女優 裸コレクション 第十弾（10月11日、V&R PRODUCE）
- 千葉県御宿海水浴場でナンパした素人お嬢さん! 童貞君のオナニーのお手伝いしてくれませんか? ビキニからおっぱいポロリ! ハイレグ股間を御開帳!で童貞鼻血ブー!! ナイスバディの美女厳選生中筆おろしSPECIAL!（11月22日、赤面女子）
- 愛嬌溢れるムチロリ天使 スケベ小悪魔とドMおじさん互いの性癖ガチハマり撮影会（11月23日、シャーク）
- 超ドS痴女のオナ指示 〜変態ドMを快楽へと導く絶頂コントロール〜（11月25日、SEX Agent）
- SODファン大感謝祭記念! 社内特別選抜! ぜつりんバスツアー 総勢16名の女子社員がユーザー様と1泊2日でヤリまくり!（12月12日、SODクリエイト）※「佐田千穂」名義
- 義父に手篭めにされた嫁 夫に言えない7人組の禁断セックス（12月13日、ながえスタイル）

- こじらせ男の処方箋（1月9日、SILK LABO）
- 180°股裂き拘束されたまま吸引器具で大きくなったクリを責められイキまくる軟体女（3月12日、ナチュラルハイ）
- 妻がいる至近距離で平然とマッサージしながらこっそりチ○ポを挿入し腰振り騎乗位で中出しまでさせるエステティシャン 2（5月8日、ナチュラルハイ）
- SOD女子社員 カメラに向かって 濃厚玩具オナニー 13名収録4時間SP 若手社員大集合版!（8月27日、SODクリエイト）※「佐田千穂」名義
- デリヘルで呼んだ娘が、敏感すぎて潮吹いて僕の部屋をビショビショにするので怒ったらヤラせてくれたけど、感じまくりまさかの連続イキ!更にハメ潮吹きまくって困った! 10（9月24日、アイエナジー）
- アソコに直穿きスポウェア女子 マン汁じゅわっと火照ったカラダでエクササイズ!!（9月26日、オイスター海運）
- SOD女子社員 第3回 フェラチオシンデレラ選手権 撮りおろし 凄テク女子社員3名の決勝戦!&一挙公開 現役女子社員21名の予選大会! 濃厚ザーメン合計68発射精! 特大ボリューム2枚組480分スペシャル作品!（11月26日、SODクリエイト）※「佐田千穂」名義
- 近所のバレエスクールが裏でやってるデリヘルで軟体娘を2人呼んでするアクロバティック3Pセックス（11月26日、ナチュラルハイ）

- むちむちデカ尻 神ブルマ ロリ美少女やぽっちゃり娘にピチピチブルマ&体操着を着せ、ハミパン、ムレムレワレメを毛穴まで見えるほどの超ドアップ接写！さらに尻コキ、着衣お漏らし放尿やブルマぶっかけ等ブルマ好きに送る完全着衣フェチAV（1月8日、親父の個撮）
- 足先から肛門まで全身ベロベロ舐めじゃくり 発射無制限の全身愛撫ソープランド（1月15日、BAZOOKA）
- M男専用 デトックスオイルで全身快楽に包まれる 派遣淫語リフレクソロジー（2月12日、BAZOOKA）
- 都内某所に男の反応を見ながら、自らの身体にオイルをしみこませ激しく腰を振る敏感淫乱痴女エステティシャンがいるとの情報を仕入れ潜入調査開始!!（3月12日、DOC）
- 会社に内緒でランチタイムに援●SEXで金を稼ぐ美人OLに生中出し4時間 04（9月14日、BAZOOKA）

- ドスケベ美女3姉妹がイクッ！～早漏素人男性数珠繋ぎ！お宅にヌキヌキ訪問！エグいテクニックで大量発射！おち●ぽザーメンを一滴残らず搾り取っちゃうんだから！～	倉多まお きみと歩実 佐伯由美香（11月10日、SODクリエイト）
- 「店長は俺なのに…」新しく入ったヤリチンバイト男にカフェで自慢の美人店員が3人とも口説き落とされていた話（12月8日、SODクリエイト）
- “アダルト”な鑑賞会（10月26日、SILK LABO、及川大智）

- ドスケベお姉さん、タオル一枚男湯に入って男性客をヌキまくってみませんか?スーパーHARD（1月28日、SODクリエイト）

### イメージビデオ
- 美少女採集（2013年10月23日、INTEC Inc）
- 湯けむりおっぱい（2014年9月29日、オルスタックピクチャーズ）
- Shuku-sai（2015年12月10日、スパークビジョン）
- a nu（2016年1月22日、デジプラン）
- 新・湯女ごころ 伊香保温泉編（2016年5月13日、マーレーインターナショナル）
- Smile Nude 〜キミの笑顔に恋をして〜（2016年6月13日、Precious Beauty）
- 綺麗なハダカ（2016年10月23日、Natural&Beauty）
- COSPLAY×NATURAL MODE（2016年12月23日、Precious Beauty）
- Ayumi be with you（2017年4月20日、REbecca）
- キミと温泉小旅行 〜伝えられないこの想い〜（2017年11月13日、Precious Beauty）※Blu-ray 同時発売
- Aphrodite（2018年9月14日、ファインピクチャーズ）
- ヘアーヌード 〜無修正・美少女系・ロ●フェイス・セクシー女優〜（2019年1月26日、スパークビジョン）
- Kusuguri Time（2019年4月15日、スパークビジョン）
- くすぐり村からやってきました（2019年6月15日、スパークビジョン）

### アダルトVR
2017年
- 優しい教室（2月15日、ワープエンタテインメント）
- ボクのことを好き過ぎるご奉仕メイドとのなんともうらやましい日常。（2月23日、CRYSTAL VR）
- ドアを開けたら30秒で合体!? きみと歩実の即ハメ中出しセックス!!（4月24日、CRYSTAL VR）
- 手コキフェラ 言うことを聞かない患者さんは寸止めでお仕置き（5月17日、ブイワンVR）
- 逆夜這いSEX ボクのベッドに忍び込んできた激カワナース 隣に聞こえないように声我慢エッチ（5月17日、ブイワンVR）
- きみと歩実のザ・筆おろしVR あなたの“筆おろし”をVRでもう一度（5月22日、CRYSTAL VR）
- 友達のカノジョを寝取る!! 彼氏が寝ているすぐそばでこっそりハメちゃいました…（5月30日、KMPVR）
- 10万円の高級ソープがVRなら980円で体験できる!!（5月30日、KMPVR）
- 快楽洗体フルコース!（5月30日、KMPVR）
- 超接写 オマ●コくぱぁくぱぁオナニー!!（5月30日、KMPVR）
- 僕のカノジョはきみと歩実（6月20日、TMA）
- ローション手コキ エッチな事を考え過ぎて金玉パンパンで苦しむ患者に緊急射精処置（6月20日、ブイワンVR）
- 男のロマン! 夢のハーレム乱交!! 4人の美女と交わるSEX!!（6月27日、VRスタジアム）
- 4つのオマ●コ見せつけオナニー!!（6月27日、VRスタジアム）
- コスプレxキミトアユミ VR -コスプレあゆみの中出しエッチ- 誕生日のプレゼントはあゆみだぞ!の巻（7月19日、CRYSTAL VR）
- 生中出し 癒しの性処理ナース（7月24日、ブイワンVR）
- VRけも耳コスプレイヤーズ 〜サーベル&ぼうし〜（10月31日、TMA）

2018年
- お尻がずっと目の前に! Wデカ尻ピストン騎乗位!!（1月19日、SODVR）
- 上から目線でVRオナニーの指示(JOI)してア・ゲ・ル（2月16日、SODVR）
- いっぱいキスして♥見つめ合いながら一緒にしよっ♥ オマ○コ・アナル見せつけオナニー（2月26日、プリモVR）
- 世間知らずで、男のカラダのことなど、全く知らないウブで、献身的なマネージャーが心配心配とカラダを擦ってくれてたら、突起物を発見して、大変大変とおちんちんの介抱するためにカラダを使って、生中出しSEX（3月26日、KMPVR）
- 採用倍率50倍超難関!!「超美人でエロい社長・秘書・OLがいる」と巷で噂の会社に採用!!入社した瞬間に連続射精!（3月26日、KMPVR）
- 屋上で告白キスVR〜授業の間の10分間の休み時間に同級生や後輩から告白されて次のチャイムがなるまでキスしまくれるVR（4月27日、ヤバイVR屋さん）
- 義妹の乳首いじり&博士 2作品撮り下ろしSP（5月10日、Hunter-VR）
- 彼女の家に初めてお泊りをして声を押し殺して密着SEXしていたら、それを覗いていた姉が発情しだしてこそこそ… 夢の美人姉妹丼VR!!（5月25日、ワンズファクトリー）
- ま●この匂いをリアルに感じる顔騎連続中出しSEX（5月25日、エロタイム）
- 私、きみと歩実と結婚してくれる? 「膣中にザーメンたっぷり出して」 危険日ラブラブ中出しセックス（7月27日、こあらVR）
- 美人女子大生2人とのシェアルーム! 上京したばかりの童貞ショ●チンに興味津々でチ●コ遊んでるウチにまさかの暴発大量発射!（7月27日、AVVR）

2019年
- 「今日は中出しして欲しい気分なの…」 焦らしまくり求めまくり孕ませ中出しSEX（1月25日、AVVR）
- 【リベンジポ●ノ】 おれと元カノとの中出しFUCKの思い出を見てくれ!! 歩実は、マジでいいオンナだった!!（2月8日、AVVR）
- SNSのDMにメッセを送りまくったら、暇だったらしく、まさかのセクシー女優のきみと歩実ちゃんから返信がきて、オナニーしてムラムラしてたらしく、そのまま呼び出しされてSEX! 即ハメ!濃厚ベロキス! オマ〇コ接写!座位!騎乗位!最後は生中出し! こんな俺にも、神女優は舞い降りた!（2月22日、AVVR）
- 久々に再会した元カノ(人妻)と燃え上がるセックスをした結婚式の二次会不倫VR（5月9日、変態紳士倶楽部 VR）
- 父娘相姦（8月2日、CASANOVA）
- 射精コントロール! オナ指示痴女（8月16日、CASANOVA）

2020年
- 隣の尻デカ奥さんがぴ〜ったりタイトスカートでボクを無自覚誘惑VR バックスタイルがあまりにもエロすぎたので…壁ドンレ○プをしたら奥さんが感じすぎて激ピス騎乗位エクスタシー!!（3月4日、ワンズファクトリー）
- 水着ギャルとハーレムSEX in ナイトプールVR!! プール内<ワニ族>ガン見視点もちょっぴり収録! 突然の豪雨でびしょ濡れギャルから逆ナン5P展開!!（8月7日、変態紳士倶楽部）
- マジックミラーペアルームNTRエステ 3 すぐ隣で女性エステティシャンにレズられている彼女を見ながら僕も痴女エステティシャンに責められナマSEX（9月7日、SODクリエイト）
- 痴JOI!（10月9日、CASANOVA）

## 出演

### 映画
- どスケベ坊主の絶倫生活（2014年6月20日公開、オーピー映画・関根プロダクション、監督:関根和美） - 「加納みゆき」役
- ノ・ゾ・キ・ア・ナ（2014年6月28日公開、ゴセント・エスピーオー、監督:植田中/佃謙介） - 「珠子」役
- 奥様は18歳 超どきどき保健室（2014年8月15日公開、オーピー映画・関根プロダクション、監督:関根和美） - 「桃子」役
- 女子大生レズ 暴姦の罠（2014年12月26日公開、オーピー映画・OKプロモーション、監督:小川鉄也） - 「美沙」役
- 特務課の罠 いたぶり牝囚人（2015年12月4日公開、オーピー映画、監督・脚本:関根和美） - 「小嶋彩乃」役
- 痴漢電車 淫コースは夢いっぱい!（2016年1月1日公開、オーピー映画、監督・脚本:小山悟） - 「鮫島優子」役
- 黒下着の女 欲情の赤い蜜（2016年2月20日公開、オーピー映画、監督・脚本:関根和美） - 「リエ」役
- 演歌の女 乱れ慕情 艶景色（2016年4月22日公開、オーピー映画、監督・脚本:関根和美） - 「綺羅星アキ」役[17]
- W不倫 寝取られ妻と小悪魔娘（2017年7月14日公開、オーピー映画、監督・脚本:関根和美） - 「君田祥子」役[18]
- 肉体販売 濡れて飲む（2017年12月15日公開、オーピー映画、監督:加藤義一） - 「月野ユイ」役
- 煩悩チン貸住宅 淫らな我が家（2018年1月19日公開、オーピー映画、監督･脚本:関根和美） - 「北村亜美」役[19]
- 絶倫探偵 巨乳を追え!（2018年8月17日公開、オーピー映画） - 「なな」役[20]
  - 新橋探偵物語（2018年8月27日公開、オーピー映画）※『絶倫探偵〜』の一般公開用編集版[21]
- 愛人生活 きみとなら…（2018年8月31日公開、オーピー映画） - 「川崎奈緒」役[22]
- 演歌の女 乱れ慕情 艶景色（2019年2月15日公開、オーピー映画） - 「綺羅星アキ」役[23]
- 若妻トライアングル ぎゅっとしめる（2019年7月19日公開、オーピー映画） - 「マリカ」役[24]
  - まりかマリカまりか（2019年8月28日公開、オーピー映画）※『若妻〜』の一般公開編集版[25]
- 童貞幽霊 あの世の果てでイキまくれ!（2019年11月15日公開、オーピー映画）‐ 「牧子」役
- つれこむ女 したがりぼっち（2020年7月17日公開、オーピー映画） -  「茉莉花」役[26]
- 温泉情話 湯船で揉みがえり（2020年7月24日公開、オーピー映画） - 「三川明日香」役[27]
- よがりの森 火照った女たち（2020年9月25日公開、オーピー映画） - 「五十嵐恵理子」役
  - 眠れる森のミチコ（2020年10月16日公開、オーピー映画）※『よがりの森〜』の一般公開編集版[28]
- 花と沼（2020年10月17日公開、オーピー映画） - 「白川初美」役[29]
- 激マブ探偵なな 手淫が炸裂する時（2021年5月21日、オーピー映画） - 「なな」役
- ペッティング・モンスター 快楽喰いまくり（2021年7月30日、オーピー映画） - 「マリカ」役
- ぞっこんヒールズ ぬるりと解決（2021年8月27日、オーピー映画） - 「松ノ木あゆみ」役[30]
- まん開ヒールズ 女の魔剣と熟女のアソコ（2021年12月31日、オーピー映画）[31]
- マニアック・ドライバー（2022年1月7日、マクザム）
- いんらん百物語 喜悦絶叫!（2022年7月29日、オーピー映画） - マリカ 役
- グッドバイ、バッドマガジンズ（2022年10月28日、ピークサイド）
- 背中合わせのふたり（2022年11月11日、オーピー映画）
- 新橋探偵物語2 ダブルリボルバーラヴ（2022年12月3日、オーピー映画） - なな 役[32]
- かわいいオリカ（2022年12月6日、オーピー映画） - 家政婦 役
- 胸騒ぎがする! 〜ヒールズ・フォーエバー〜（2022年12月9日、オーピー映画） - 松ノ木あゆみ 役
- NEXT LEVEL（2023年12月2日、オーピー映画）- あかり 役[33]
- 魅せたい女（2023年12月5日、オーピー映画）- 三浦常羽 役[33]
- 特濃三姉妹 みだれ別荘（2024年10月18日、オーピー映画）- 長田香澄 役[34][35]

### Vシネマ
- 夜王誕生 〜女を喰らう男たち〜（2017年2月3日、ネクスタシーEX） - 「沙里奈」役
- カテキョのセンセ。（2017年10月、スターボード） - 「山科遥」役
- 農家に嫁いだ女（2018年1月10日、アミューズメントメディア総合学院アメイジングD.C.事業部） - 「ユリア」役
- ダメージングヒロイン 10 武捜戦隊サイレンジャー 〜スクランブルチェンジ!ダークラッツ2世を探せ!〜（2019年8月23日、ZENピクチャーズ） - 「サイピンク/ミレイ」役
- 超・時空変態人間 2 セクシータイム・アゲイン（2019年9月3日、竹書房） - 「咲間百合絵」役
- 神家族 GOD FAMILY（2019年11月25日、オールイン エンタテインメント） - 「大神凛」役
- 神家族 GOD FAMILY 2（2020年1月25日、オールイン エンタテインメント） - 「大神凛」役
- パパ活 恋愛方程式（2021年5月7日、ハピネット） - 「弘美」役[36]

### その他ビデオ
- 絶対に下着がみえない越え方の研究と考察（2014年6月24日、ポニーキャニオン）

### 舞台
- 私たちいろいろはじめてみました(仮)（2017年11月11日,12日、劇場HOPE）
- ハーフ&ハーフ（2018年2月22日,23日、新宿バティオス）
- JK OF THE UNDEAD（2018年3月7日 - 11日、ザムザ阿佐谷）
- ハーフ&ハーフ（2018年6月2日,3日、大塚ドリームシアター）
- 五・五合目の海（2018年9月12日 - 17日、シアターグリーン）
- AUDITION（2018年3日,4日、大塚ドリームシアター）
- ラフドール（2019年7月6日、7日、大塚ドリームシアター）[37]
- HYP39LOVE Vol.1「だからどうした」（2019年11月7日 - 17日、新宿シアター・ミラクル）
- アンコレクテッド（2019年11月22日 - 24日、大塚ドリームシアター）
- タロー20周年目記念舞台 「お笑い家族」（2020年2月12日 - 16日、浅草九劇）
- 初恋村修学旅行in福岡（2021年2月5日,6日、大名MKホール）
- TRICKY MOUSE（2022年3月30日 - 4月3日、新宿シアター・モリエール）
- 産声が聴こえない｡（2022年7月6日 - 10日、新宿スターフィールド）

### テレビ
- ビートたけしのあと6回だけヤラせてTV[38]（2012年12月28日、TBS）
- Sweet Angel #7（2013年3月8日、MONDO TV）
- ヴィーナス・フューチャー #114（2013年3月16日、エンタ!371）
- あいのエチュード #31（2013年7月21日、エンタ!371）
- ビートたけしの親切な人が5千万円貸してくれないかTV（2013年12月27日、TBS）
- サンドウィッチマン クイズ ザ プレゼンショー（2014年3月29日、チバテレビ）
- ザ!世界仰天ニュース 「高校生スペシャル!」（2015年7月15日、日本テレビ） - 再現VTRでの「主人公の同級生」役
- あさだち♂テレビ!! #247 - #249（2015年10月 - 12月、エンタ!959）
- 志村けんのバカ殿様 家族そろって爆笑スペシャル（2015年10月20日、フジテレビ）
- Sweet Angel #65（2016年1月29日、MONDO TV）
- 魚拓と成瀬のツキとスッポンぽん #81,#82（2016年3月20日・27日、パチ・スロ サイトセブンTV）
- 今日のあまつか #15（2016年7月16日、エンタ!959）
- オトナの事情ジャーナル（2016年12月31日、フジテレビ）
- 男のザップ 生イキ! ジャンポケクルーズ（2017年2月16日、BSスカパー!） - 第2部 かるじり先生ゲスト
- ビ〜チ9（2017年7月、テレビ埼玉） - マンスリーゲスト
- ダラケ! シーズン12 #1「セクシー女優ダラケ!のオールスター感謝祭」（2017年8月17日、BSスカパー!）
- きみと歩実のAV飯万歳（2017年11月17日、エンタ!959）
- ゴッドタン新春SP 芸人マジ歌選手権（2018年1月1日、テレビ東京） - バカリズムのバックダンサーで出演
- ダラケ シーズン14 #6「ダラケ特別企画「TENGA王決定戦」」（2018年4月26日、BSスカパー!）
- ゴッドタン マジ歌ライブ 横浜アリーナSP（2018年6月23日,30日、テレビ東京） - バカリズムのバックダンサーで出演
- 長瀬麻美の見まっせがな #26（2018年10月15日、エンタ!959）
- 誘女、派遣します episode45,46（2019年8月23日,9月27日、V☆パラダイス）
- 生放送!!ゴールデンでは放送しにくいHな話 幸せになれる…ちょっと大人の仰天ニュース（2019年12月27日、日本テレビ） - 再現VTR（キスしてたら彼氏のアゴが外れちゃった!）での「彼女」役[39]

### ラジオ
- インスタントジョンソンゆうぞう先生の音の葉・言の葉・ハイスクール!（2016年8月 - 、FMうらら）

### インターネット放送
- イベルトpresents!ナマイベルト! （2016年1月21日,2月9日,3月8日,6月14日,11月29日、ニコニコ生放送「イベルト!チャンネル」）※第3,4,6回はゲスト、第12,17回はアシスタントMC
- 指原莉乃&ブラマヨの恋するサイテー男総選挙（2017年8月1日[40]、AbemaTV）
- トイズハートプレゼンツ「ハートの部屋（仮）」 第18回（2017年11月15日、ニコニコ生放送「オトコのカラダチャンネル」）[41][42][43]
- 桃色♡ゲームチャンネル（2018年2月1日,2月15日,3月1日,3月22日,3月30日,4月19日,4月26日[44]、AbemaTVウルトラゲームス）[45]
- トイズハートプレゼンツ「とりあえずナマで!」 第2回（2018年6月14日、YouTube トイズハートチャンネル）[46][47][48]
- 極楽とんぼKAKERUTV（2019年1月10日、AbemaTV）
- あしたのSHOW（2020年2月11日、あしたのSHOWPowered by HIGHBEAM8）アシスタント[49]

### イベント
- セクシー女優 春期講習会 〜目指せセンター試験 天下分け目の東京大決戦〜（2019年3月23日、新宿ルイードK4）[50]
- セクシー女優 夏前特訓会 〜目指せセンター試験 天下分け目の東京大決戦vol.2〜 バンビ学園vsマインズ女子高（2019年6月22日、MUSE音楽館）[51]

### MV
- エザキマサル卍「1991 NICE！」（2021年7月7日、塩出太志監督）[52]

## 音楽

### シングルCD
- 学園天国（2015年9月16日、FIRST MUSIC）

## 書籍

### 写真集
- ayumiX（2013年6月26日、双葉社、撮影：山口勝己） ISBN 978-4575305449
- CD-ROM付き 新スーパー・ポーズブック Volume02 きみと歩実 in NUDE（2016年4月26日、コスミック出版）

### 雑誌
- 週刊大衆 2012年10月15日号
- 増刊週刊大衆 2012年11月27日号
- 月刊DMM 2012年12月号
- べっぴんDMM 2013年1月号
- ベストビデオ スーパードキュメント（2012年11月）
- 週刊プレイボーイ 2012年11月26日号
- てぃんくる 484号
- 黄金のGT 2012年12月号
- Bejean 2013年1月号
- ズバ王 2013j年1月号
- こんな激カワ素人としてみたい。Vol.10
- プレスタイルEX 2013年2月号
- VIDEO BOY 2013年2月号増刊 素っぴんストリート Vol.5
- メガベッピン 2013年2月号
- 最強!!風俗潜入マガジン 2013年3月号

## インタビュー
- 美少女AVメーカーS1が送りだす2012年最強美少女・きみの歩美、独占インタビュー!!(2012年8月17日、メンズサイゾー)[53]
- 『志村けんのバカ殿様』にも出演。男の子たちの性の目覚めになれて嬉しい!!復帰早々ハチャメチャすぎます、この娘！ワキ汗かきつつのハイテンショントークです♪【きみと歩実インタビュー第1回】(2015年11月7日、FANZAニュース)[54]
- 1年ぶりのSEXで人生初中出し♪「中でピュッピュしてるのが分かるの！」ゴム無しチンポにハメられた感触を包み隠さず語りつくすぞこの娘!!【きみと歩実インタビュー第2回】(2015年11月14日、FANZAニュース)[55]
- 活動休止中でもオナニーしてました！しかもその回数増えちゃいました(笑)。女の子のプライベートひとりエッチ話からアソコの思わぬ秘密まで……公開！【きみと歩実インタビュー第3回】(2015年11月21日、FANZAニュース)[56]
- まるでラブコメな初体験からAV女優4年目の決意まで語りつくす！活動休止中の満たされなかった思いが爆裂するSEXと妄想と汗とおもしろ話!!【きみと歩実インタビュー最終回】(2015年11月28日、FANZAニュース)[57]
- 【外ロケ新企画始動】目指せ一流女優への道！　きみと歩実ちゃんと色々なことして芸の幅を広げよ～【はじまりの食レポ接触篇】(2015年12月9日、FANZAニュース)[58]
- 【外ロケ新企画後半】目指せ一流女優への道！　きみと歩実ちゃんと色々なことして芸の幅を広げよ～【覚醒の食レポ発動篇】(2015年12月10日、FANZAニュース)[59]
- 1/9(土) きみと歩実が上野の映画館にやって来る！新年は大スクリーンで『痴漢電車』を見るのが恒例行事。第２代マスコットガール朝倉ことみも登場！▼古川いおり主演作＆『おやじ男優Ｚ』の舞台挨拶レポートも。【オークラ劇場より愛をこめて】(2016年1月7日、FANZAニュース)[60]
- 「オモチャとか性処理道具になった感じでした」全国のＤＶＤショップで吊されている女・きみと歩実が緊縛セックスの魅力を熱く語る。【きみと歩実・初緊縛吊るしで目覚めた記念インタビュー　1/2】(2016年12月8日、FANZAニュース)[61]
- 「最近、女性ホルモンが枯渇しちゃってる気がします(笑)」ご奉仕好きなきみと歩実ちゃんが恋愛や仕事を本音で語る。【きみと歩実・初緊縛吊るしで目覚めた記念インタビュー　2/2】(2016年12月9日、FANZAニュース)[62]
- 【人気女優インタビュー・きみと歩実】「『S1時代の作品でヌイてるよ！』と 、よく言われるので凌辱系は控えてます。痴女モノで攻めるの楽しくって!!」「かなり膣内が狭くて男優さんにも『締めすぎて痛い！』と言われます」前編(2017年5月5日、デラべっぴんR)[63]
- 【人気女優インタビュー・きみと歩実】「女性向けAVの撮影でイケメン男優さんにキラキラした笑顔で『可愛いね！』と言われて、『あぁ、やめてください、やめてください！』と赤面で（笑）」中編(2017年5月6日、デラべっぴんR)[64]
- 【人気女優インタビュー・きみと歩実】「レズ解禁の相手は椎名そらちゃんで、凄くアソコがピンクで驚きました。ただ、そらちゃんは落ち着いた女性なので『歩実ちゃんみたいなテンション高い女性は今迄いなかったので、どう接したらいいか分からない』と言われてしまいました…（笑）」後編(2017年5月7日、デラべっぴんR)[65]
- 【前編】有名男優も思わず暴発！アソコがキツキツ、”キツマン”らしいきみと歩実ちゃん。ドS覚醒！M男の股間を本気蹴り、更に追い打ちの罵倒が快感！【きみと歩実 人気AV女優インタビュー】(2018年3月16日、XCITY)[66]
- 【後編】元カレは、みんなち○こくせが強かった！エノキ茸彼氏とナメクジ彼氏の正体とは？イクために初オナニーでアソコにぶっ込んでしまったものとは！？などなどプライベートのエロライフに迫ります。【きみと歩実 人気AV女優インタビュー】(2018年3月30日、XCITY)[67]
- ゲオTVxメンズサイゾー スペシャルアワード 「騎乗位マスター部門」第1位 きみと歩実ちゃんインタビュー！（メッセージ動画付き）(2019年12月26日、ゲオTVアダルトユースメディアMANGO)[68]